# Cleora lucialata
Cleora lucialata là một loài bướm đêm trong họ Geometridae.